# Styloleptus darlingtoni
Styloleptus darlingtoni là một loài bọ cánh cứng trong họ Cerambycidae.